# Фредді Фіґґерс
Фредді Фіґґерс (нар. 26.09.1989) — американський технологічний підприємець, винахідник і засновник компанії Figgers Communication.

## Життя і кар'єра
Мати викинула його у сміттєвий контейнер на одній із вулиць Флориди, коли малюкові було лише кілька днів. Він так голосно плакав, що його знайшов перехожий, який викликав поліцію.
Маленького Фредді забрали до лікарні та через 13 днів усиновили. Фредді потрапив у сім'ю Натана та Бетті Фіггерс із міста Квінсі.
В них вже була донька, але коли вони почули в новинах історію про покинуте немовля, поїхали за ним до притулку.
Фіггерси жили небагато: батько працював в університеті Флориди, мама була домогосподаркою.
У школі Фредді дражнили «сміттям», оскільки всі знали його історію.
Коли він виріс, то розшукав свою біологічну матір — вона виявилася наркоманкою, і більше він із нею не зустрічався.
«Мої прийомні батьки подарували мені любов та майбутнє. Саме їх я вважаю батьком та матір'ю»
Коли Фредді було 9 років, Натан Фіггерс купив йому в комісійному магазині зламаний комп'ютер Macintosh 1989 випуску. За 25 доларів. Він поставив комп'ютер на кухонний стіл, вручив синові викрутку та дозволив робити все, що той забажає. Фредді зібрав та розібрав комп'ютер кілька разів.
А потім додав до нього деталі зі старого радіоприймача батька. І старий Macintosh знову запрацював! Так у хлопчика з'явилася справжня пристрасть. До речі, Macintosh працює досі і зберігається у будинку Фіггерсів.
У 13 років у Фредді з'явилася його перша робота.
Місто Квінсі найняло підлітка ремонтувати комп'ютери. А свою першу компанію Figgers Computers Фредді заснував уже у 15 років! Він ремонтував комп'ютери у батьківській вітальні та створював сервери, на яких клієнти могли зберігати свої дані.
Потім став створювати мобільні програми, а також програмне забезпечення для комерційних компаній.
Після кількох семестрів в університеті Фредді покинув навчання.
«Я не радив би іншим цей шлях, — каже Фіггерс. — Але про свій вибір не шкодую. У 17 років я мав уже 150 клієнтів, яким потрібні були сайти та сервери для зберігання даних. Зупинятися не можна було».
У 19 років Фредді отримав перший патент. Він винайшов пристрій, який допомагає лікарям дистанційно контролювати стан своїх пацієнтів, а потім продав його однією з технологічних компаній у Канзасі за 2,2 мільйона доларів.
Коли Фредді було трохи більше 20 років, його батько захворів на Альцгеймера. Тоді він розробив GPS-трекер з функцією зв'язку та вставив його в кросівки батька. Таким чином, він завжди знав, де його батько.
Цей пристрій допоміг багатьом людям із деменцією.
До 25 років Фредді Фіггерс розробив понад 80 програм користувача, отримав п'ять патентів.
Фредді заснував благодійний фонд, який надає стипендії студентам та надає допомогу у разі стихійного лиха та допомагає бездомним.
«Я почав фонд із моєї особистої зарплати. Я пам'ятаю, звідки я прийшов, і впевнений, що можна купити весь світ, але втратити душу — і цього не хочу. Я хочу міняти світ на краще. Добро завжди повертається. А найкраща помста долі — це успіх».
Серед винаходів Фіггерса є GPS -трекер, який він вбудував разом із двостороннім комунікатором у підошву черевика свого батька після того, як у Натана Фіггерса розвинулася хвороба Альцгеймера та він почав блукати; Фредді продав права на трекер за $2,2 мільйон у січні 2014 року, але його батько помер того ж місяця.
Після смерті свого дядька, хворого на цукровий діабет, він також розробив мережевий глюкометр, щоб передавати рівень глюкози пацієнта призначеному родичу та їхньому лікарю, і це дозволяло своєчасно надати необхідну допомогу.
У шістнадцять років Фіґґерс заснував Figgers Communication. У 2008 році, коли йому було дев'ятнадцять, він заснував Figgers Wireless і почав подавати заявку до FCC на телекомунікаційну ліцензію на надання послуг Інтернету в сільських районах північної Флориди та прилеглих графствах південної Джорджії. Коли він отримав ліцензію в 2011 році, коли йому було лише 21 рік — він став наймолодшим оператором зв'язку в Сполучених Штатах. У лютому 2020 року компанія Figgers Communication була єдиною телекомунікаційною компанією в країні, що належала чорношкірим.
Фіггерс одружений з Натлі Фіггерс, адвокатом; у них є дочка. Він керує фондом, який допомагає знедоленим дітям і сім'ям і надає гранти на проекти в галузі освіти та охорони здоров'я;.